# Paddington Station
Paddington Station eller London Paddington er et stort National Rail- og London Underground-stationskompleks i Paddington-området i det centrale London i England.
Stedet er historisk, da dette har været hjem for Great Western Railways endestation i London siden 1838. Store dele af den nuværende fjerntogsstation stammer fra 1854 og er tegnet af Isambard Kingdom Brunel. Siden 1863 har området været betjent af Underground-tog, da Paddington var den oprindelige vestlige endestation for Metropolitan Railway, verdens første undergrundsbane.
Komplekset er i de senere år blevet moderniseret og er nu også Londons endestation for lufthavnstogene Heathrow Express. Paddington Station ligger i takstzone 1.
Fjerntogsstationens vigtigste langdistancedestinationer er Bristol, Bath, Gloucester, Cheltenham Spa, Worcester, Cardiff, Exeter, Plymouth, Truro, Penzance og Swansea.

## Beliggenhed
Stationskomplekset afgrænses af facaden mod Praed Street og bagest af Bishop's Bridge Road, der krydser baneterrænet ved fjerntogsstationen på den nyligt udskiftede Bishop's Bridge. Langs stationens vestside er Eastbourne Terrace, mens østsiden afgrænses af Paddington-afgreningen af Grand Union Canal. Fjerntogsstationen ligger i en lav afgravning, hvilket ikke kan ses fra facaden pga. en hotelbygning, men dette er tydeligt fra de øvrige vinkler.
Omgivelserne består primært af beboelsesejendomme, men også det store St Mary's Hospital, samt restauranter og hoteller.
Indtil for nylig var der kun få kontorlokaler i området, og de fleste pendlere skiftede mellem National Rail og London Underground for at nå arbejdspladserne i West End eller City. Imidlertid har nyere sanering af forladte jernbaner og kanalområder, der markedsføres som Paddington Waterside, resulteret i en række nye kontorkomplekser i nærheden.

## National Rail-station
National Rail-stationen hedder officielt London Paddington, et navn der bruges flittigt udenfor London, men sjældent af londonere, der blot kalder den "Paddington". Dele af stationen, heriblandt hovedbanegårdshallen, daterer fra 1854, da det blev bygget af Isambard Kingdom Brunel som Londons endestation for Great Western Railway (GWR). I dag er London Paddington en af 18 britiske jernbanestationer, der bestyres af Network Rail.

### Historie
Den første station der åbnede i Paddington-området var en midlertidig endestation for GWR vest for Bishop's Bridge Road. Den åbnede den 4. juni 1838. Den første GWR-betjening fra London til Taplow, nær Maidenhead, begyndte på Paddington Station i 1838. Efter åbningen af hovedstationen i 1854 blev dette område til godsdepot.
Paddington fjerntogsstation mellem Bishops Bridge Road og Praed Street var tegnet af Brunel, der senere blev hyldet med en statue i stationens forhal (den er senere blevet flyttet til spor 1, ved udgangen til taxaholdepladserne), selvom mange arkitektoniske detaljer var tegnet af hans associerede Matthew Digby Wyatt. Stationen åbnede den 29. maj 1854. Glastaget er understøtet af smedejernsbuer i tre spænd, der understøtter hhv. 21 m, 31 m og 21 m. Taget er 210 m langt, og de originale tagsøjler havde to transepter, der forbandt de tre spænd. Det er almindeligt antaget, at disse blev designet af Brunel for at rumme skydebroer til at bære togvogne mellem sporene inde på stationen. Ud fra tidlige dokumenter og fotografier har moderne undersøgelser afvist denne teori, og deres faktiske formål er ukendt.
Great Western Hotellet blev bygget på Praed Street foran stationen 1851-1854 af arkitekt Philip Charles Hardwick (søn af Philip Hardwick, der tegnede Euston Arch). Stationen blev væsentligt udvidet i 1906-1915 og et fjerde spænd på 33 m var tilføjet på nordsiden, parallelt med de øvrige. Det nye spænd blev bygget i en stil, der minder om de tre oprindelige spænd, men detaljerne er anderledes, og det besidder ikke transepterne som de øvrige.
På Våbentilstandsdag i 1922 blev et mindesmærke for de ansatte ved GWR, der døde under 1. verdenskrig, afsløret af Viscount Churchill. Mindesmærket i bronze, der forestiller en soldat, der læser et brev, var modelleret af Charles Sargeant Jagger og står ved spor 1.
I 1961 blev et råddent lig af et drengebarn fundet på stationen. Papir proppet ind i hans mund var dødsårsagen. Hans identitet blev aldrig fundet.
En meget tidlig opførsel af Brunel blev for nylig opdaget umiddelbart nord for stationen. En støbt jernbro, der fører Bishop's Bridge Road over Paddington-afgreningen af Grand Union Canal, blev afsløret efter fjernelse af en nyere murstensbeklædning under udskiftningen af den tilstødende bro, der fører over jernbaneterrænet ved stationsudmundingen.

### I dag
I dag har Paddington 14 perronspor, nummereret 1 til 14 fra sydvest til nordøst (venstre til højre set fra forhallen). Spor 1 til 8 er under de originale tre Brunel-spænd fra 1854, og spor 9 til 12 er under det nyere fjerde spænd. Spor 13 og 14 er inde på Metropolitan Railways gamle Bishop's Road-station mod nordvest. Umiddelbart ved siden af er to gennemgående spor, spor 15 og 16, benyttet af London Undergrounds Hammersmith & City og Circle lines (se nedenfor).
Spor 6 og 7 er dediceret til Heathrow Express, og spor 13 og 14 kan kun blive benyttet af 2- og 3-vogns-Turbotog benyttet til lokaltog. Spor 1 til 5 og 8 til 12 kan blive benyttet af resten af stationens togforbindelser; imidlertid benytter langdistancetog generelt de sydvestliggende spor, og lokaltog (heriblandt Heathrow Connect) de nordøstlige.
Stationsforhallen strækker sig på tværs på Londonsiden af spor 1 til 12, ligeledes under de fire banegårdshaller. Spor 13 og 14 kan nås direkte fra den nordvestlige ende af spor 12, eller fra gangbroen, der krydser stationens nordvestlige ende og giver adgang til alle spor.
Området mellem bagsiden af Great Western Hotellet og stationsforhallen kaldes traditionelt The Lawn (engelsk: Plænen). Dette var oprindeligt uden tag og optaget af sidespor, men var senere bygget op som en del af stationens første fodgængerforhal. Plænen har for nylig fået tag og er blevet adskilt fra forhallen med en glasvæg. Den er nu omgivet af butikker og caféer i flere niveauer.
Der er billetbomme til spor 2-5 og 10-16.
Det fjerde spænd er blevet ombygget, hvilket involverede reparation og restaurering af det oprindelige Edvardianske glastag, så spor 9 til 12 oplyses af mere dagslys
Et falsk loft eller sikkerhedsdæk har været opsat siden 1996. Arbejdet blev fuldendt og det rasteurerede loft afsløret i juli 2011.
En første klasse-lounge er beliggende på spor 1, og er åben mandag til fredag 05:30 til 00:00 og søndag 16:00 til 00:00. Loungen indeholder gratis forfriskninger og trådløs internetadgang. Skærme viser tv-nyheder og en afgangstavle.

### Betjening
Paddington er Londons endestation for hyppige langdistance-højhastighedstog opereret af First Great Western, hvis vigtigste destinationer er Bristol, Bath, Gloucester, Exeter og Penzance in det sydvestlige England; Hereford og Worcester i West Midlands; samt Newport, Cardiff og Swansea i Sydwales med forbindelser til/fra Fishguard Havn for Stena Line-færgen til Rosslare Europort i Irland. En integreret tidsplan og fællesbillet tilbydet på denne internationale jernbanefærgerute med en daglig morgen- og aftentur i hver retning.
Paddington er ligeledes endestation for lokaltog til Vestlondon og Thames Valley, især for stationer til Reading og Oxford, ligeledes opereret af First Great Western. To betjeninger fra Paddington servicerer Heathrow Airport: Heathrow Express kører non-stop til høje priser, mens Heathrow Connect kører samme rute, men stopper på de fleste mellemliggende stationer. Paddington er også en alternativ London-endestation for Chiltern Railways's betjeninger til Birmingham, hvilket benyttes når London Marylebone ikke er tilgængelig pga. sporarbejde eller andet, samt for en enkelt daglig afgang, udelukkende mod High Wycombe.
Andre destinationer inkluderer Chippenham, Swindon & Didcot Parkway. Tog kører også til Taunton og Cheltenham Spa.
| Foregående station |  | National Rail                                                        |  | Efterfølgende station                       |
| ------------------ |  | -------------------------------------------------------------------- |  | ------------------------------------------- |
| Endestation        |  | First Great Western Greenford Branch Line Kun mandag-lørdag          |  | Acton Mail Line                             |
| Endestation        |  | First Great Western Great Western Main Line                          |  | Slough eller Reading                        |
| Endestation        |  | First Great Western Night Riviera                                    |  | Reading                                     |
| Endestation        |  | First Great Western Penderservice Great Western Main Line            |  | Acton Main Line Ealing Broadway om søndagen |
| Endestation        |  | Heathrow Express Paddington - Heathrow                               |  | Heathrow Central                            |
| Endestation        |  | Heathrow Connect Paddington - Heathrow                               |  | Ealing Broadway                             |
| Endestation        |  | Chiltern Railways London Paddington - High Wycombe Kun mandag-fredag |  | Gerrards Cross                              |

## London Underground-stationer
Paddington Station er betjent af fire London Underground-linjer på to separate stationer: Bakerloo, Circle og District lines betjener en kombineret afgravnings- og dybtliggende station syd for fjerntogsstationen, og Hammersmith & City og Circle lines betjener en station i afgravning nord for. Circle line-betjeningen er ført gennem begge afgravningsstationer, som en del af en spiralrute. De to stationer er ikke direkte forbundet, selvom Paddington er vist som en enkelt station på netværkskortet.

### Historie
Den første undergrundsstation ved Paddington åbnede som Paddington (Bishop's Road) af Metropolitan Railway (MR) den 10. januar 1863, som endestation for selskabets rute fra Farringdon. Stationen lå nord for fjerntogsstationen og, fra 13. juni 1864, MR-betjeninger var forlænget mod vest via en forbindelse til GWR's Hammersmith-gren, hvilket i dag er Hammersmith & City line.
Den 1. oktober 1868 åbnede MR en gren til Gloucester Road, med en station kaldet Paddington (Praed Street) i en cut-and-cover-tunnel under gaden syd for fjerntogsstationen. Den dybtliggende Baker Street and Waterloo Railway (nu Bakerloo line) Station åbnede den 1. december 1913, som en midlertidig endestation for en forlængelse fra Edgware Road til Queen's Park.
Betjeninger i Circle lines bane var oprindelig delt af MR og Metropolitan District Railway og var udskilt herfra og identificeret som Circle line i 1949. Hammersmith & City line-betjeninger var oprindeligt opereret som en del af MR (senere Metropolitan line) og var udskilt herfra og identificeret som Hammersmith & City line i 1990.
Perronerne på Bishop's Road-stationen er stadig ret adskilt fra de øvrige Underground-perroner. Nogle udgaver af Underground-kortet har vist dem som separate stationer, på trods af at den seneste (september 2009) udgave ikke indikerer en adskillelse. Disse er magen til fjerntogsperronerne langs dem, og er nummereret (15 og 16) i samme sekvens som fjerntogsperronerne. Skift mellem Praed Street/Bakerloo line- og Bishop's Road-perroner involverer gang i fjerntogsstationens længde udenfor London Underground-bomme, på trods af at billetbommene er programmeret til at tillade skift mellem de to stationer som en del af en enkelt rejse.

### Betjeninger
Hammersmith & City line-tog kører mellem Hammersmith og Barking Stationer. Circle line-tog deler spor med Hammersmith & City line fra Hammersmith til Paddington (Bishop's Road), herfra rundt i et loop via Aldgate og Victoria, ankommende tilbage på Paddington (Praed Street), før togene ender på Edgware Road. District line-betjeninger kører mellem Wimbledon og Edgware Road, og Bakerloo line-tog kører mellem Elephant & Castle og Harrow & Wealdstone Stationer.
| Foregående station                        |  | London Underground   |                         | Efterfølgende station                       |
| ----------------------------------------- |  | -------------------- | ----------------------- | ------------------------------------------- |
|                                           |  | Praed Street         |                         |                                             |
| Warwick Avenuemod Harrow & Wealdstone     |  |                      |                         | Edgware Roadmod Elephant & Castle           |
| Bayswatermod Hammersmith (via Tower Hill) |  |                      |                         | Edgware RoadStation i afgravningEndestation |
| Bayswatermod Wimbledon                    |  |                      |                         | Edgware RoadStation i afgravningEndestation |
|                                           |  | Bishop's Bridge Road |                         |                                             |
| Royal Oakmod Hammersmith                  |  |                      |                         | Edgware Roadmod Edgware Road (via Aldgate)  |
| Royal Oakmod Hammersmith                  |  |                      | Edgware Roadmod Barking |                                             |

## Crossrail-station
Mellem 2009 og 2015 bliver en ny Crossrail station bygget under London Paddington, der tjener som forbindelse til National Rail og London Underground-tjenester. Betjeningen forventes at begynde i 2018.
| Foregående station                                    |  | Crossrail |  | Efterfølgende station                      |
| ----------------------------------------------------- |  | --------- |  | ------------------------------------------ |
| Acton Main Line mod Maidenhead eller Heathrow Airport |  | Crossrail |  | Bond Street mod Abbey Wood eller Shenfield |

## Paddington Station i fiktion
Børnebogsfiguren Paddington Bjørn har navn efter stationen. I bøgerne af Michael Bond bliver han fundet på stationen, efter at være ankommet fra det "dybeste, mørkeste Peru" og med en seddel på jakken med teksten "Please look after this bear, thank you" (= Vær sød at passe på denne bjørn, mange tak). Der er en statue af Paddington Bjørn i stationsforhallen. Den er lavet af Marcus Cornish efter de originale tegninger af Peggy Fortnum. En lille butik sælger Paddington Bjørn-remedier i hovedstationsområdet.
Krimien 4:50 fra Paddington (1952) af Agatha Christie begynder med et mord på et tog, set af en passager i et krydsende tog fra Paddington Station.
En af The Railway Series-bøgerne (The Eight Famous Engines) indeholder en historie om Gordon, Duck og en udenlandsk motor, der diskuterer hvilken station, der er "London Station". Duck siger, at han tidligere arbejdede på London Paddington som rangerlokomotiv, så han synes, Paddington er den vigtigste. Imidlertid finder Gordon ud af, at der er tale om St Pancras.
Der er en underjordisk Paddington Station adskilt fra den virkelige i North London System i romanen The Horn of Mortal Danger (1980).

## Stationskatten Tiddles
En kold vinteraften i 1970 kom en seks uger gammel kattekilling ind på stationen, hvor han omgående blev adopteret af June Watson, der passede dametoiletterne. Han fik navnet Tiddles og blev meget afholdt af de rejsende. Han holdt til i en kurv ind på dametoilettet, og fik efterhånden sin egen fanklub og ærestitlen London fat cat champion.  Tiddles' mad blev opbevaret i et eget køleskab, og i 1982 vejede han 14,5 kg. Han døde det følgende år. 

## Transportforbindelser
London buslinjer 7, 23, 27, 36, 46, 159, 205, 332, 436 og natlinjer N7.

## Galleri
- Hovedbanegårdshallen.
- Statue af Isambard Kingdom Brunel.
- GWR-mindesmærket.
- Paddington stationsur.
- Spor 1, 2 og 3 med First Great Western-tog til det vestlige England og Wales.
- First Great Western (lokal) og Heathrow Connect passerer ved indkørslen til Paddington.
- Paddington Station terminalindgang, tilgrænsende London Street.
- Hilton London Paddington.
- Forhallen på Paddington, her traditionelt kendt som the Lawn (= plænen).
- Gratis forfriskninger i første klasse-loungen.
- Pannier Tank i 1962.
- Tomt materiel ankommer i 1962.